# Monumento funebre a Maria Cristina d'Austria
Il monumento funebre a Maria Cristina d'Austria è un'opera scultorea di Antonio Canova, custodita all'interno dell'Augustinerkirche di Vienna. Il gesso di quest'opera viene conservato presso la Gipsoteca canoviana di Possagno.

## Storia

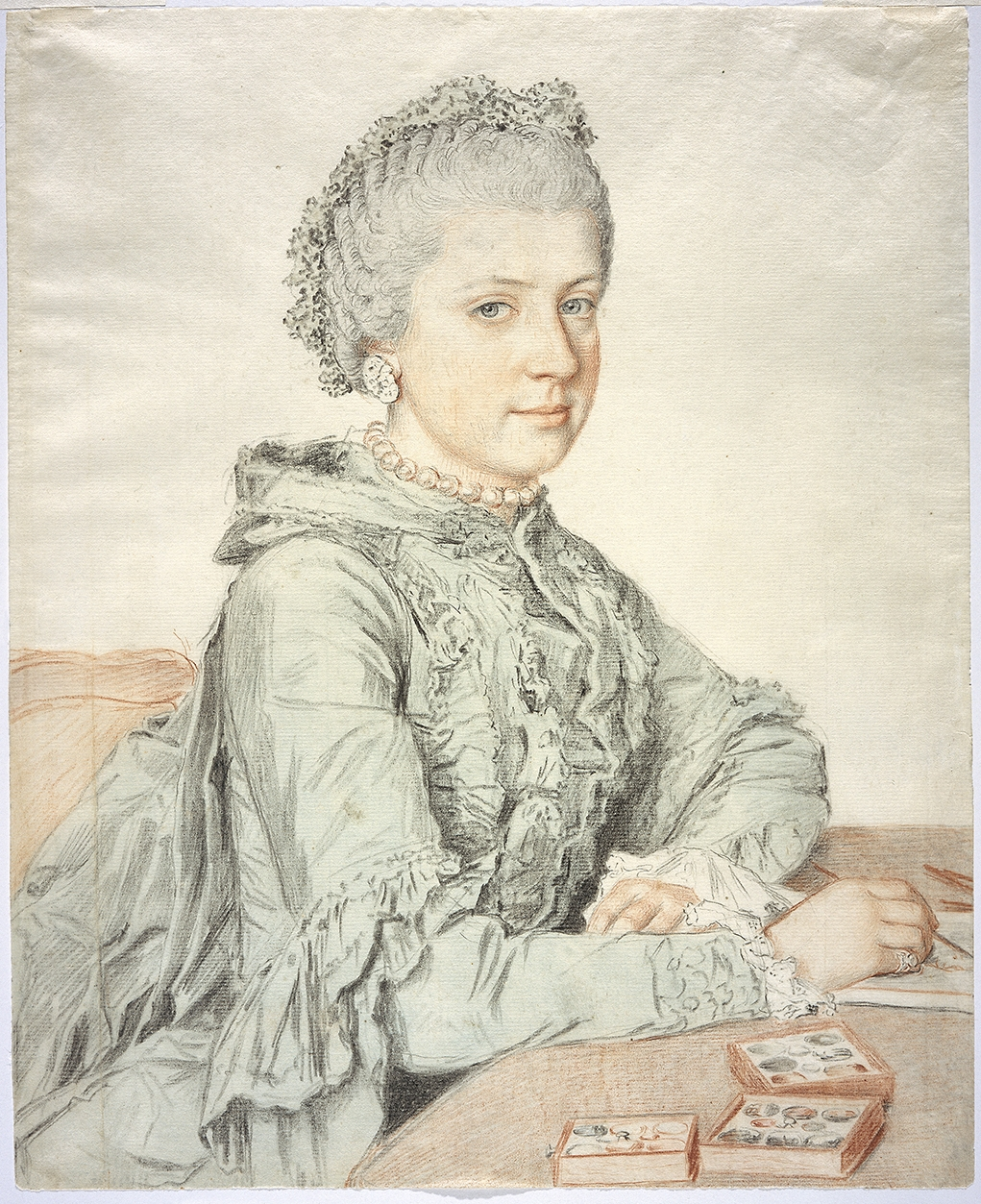
Jean-Étienne Liotard, Ritratto dell'arciduchessa Maria Cristina d'Austria (1762)

Canova ricevette la commissione di questo grande cenotafio nell'agosto 1798 dal duca Alberto di Sassonia-Teschen, in occasione della morte della sua consorte Maria Cristina, scomparsa il 23 giugno precedente. L'obiettivo dell'opera era di rendere omaggio alla memoria di questa donna e al suo carattere assistenziale e caritativo, mediante l'adozione di un complesso programma iconografico ideato dallo stesso duca Alberto.
Il lavoro di realizzazione del monumento si svolse in più fasi nei sette anni successivi: il primo disegno per l'opera fu pronto nel novembre 1798, mentre i modelli in gesso delle varie figure componenti il sepolcro furono completati dal Canova già nel luglio del 1800. Per il progetto lo scultore si servì dei bozzetti già realizzati per un monumento funebre a Tiziano per la basilica dei Frari di Venezia, il quale non fu mai messo in opera: anche le figure che fanno parte del corteo furono riprese da monumenti precedenti, come nel caso del leone accovacciato e del genio alato, esplicitamente desunti dalla composizione della tomba di papa Clemente XIII. La traduzione in marmo dei bozzetti, in ogni caso, avvenne nei cinque anni successivi, e il monumento fu montato nella chiesa degli agostiniani di Vienna tra il 12 giugno e il 27 settembre del 1805, per poi essere inaugurato nell'ottobre dello stesso anno.
Malgrado alcune critiche mossegli da qualche artista locale, il monumento funebre a Maria Cristina d'Austria riscosse uno sfolgorante successo, e segnò un ulteriore consolidamento della notorietà europea di cui già allora il Canova godeva. Tra gli ammiratori più ardenti vi era lo scrittore francese Stendhal che, in visita a Vienna nel 1809, commentò che si trattava della «premier des tombeaux existants».

## Descrizione
L'opera è strutturata su un'imponente piramide bianca che contiene il punto focale della composizione: l'oscura apertura sovrastata da un massiccio architrave su cui leggiamo uxori optimae Albertus («Alberto alla sua ottima moglie»). Questo è sostenuto da stipiti inclinati, che accentuando sapientemente l’effetto prospettico, conferiscono una maggiore inclinazione virtuale alla parete. Il buio ingresso è il varco per cui si può entrare nella camera sepolcrale e, idealmente, allude alla soglia che separa l'Oltretomba dal mondo dei vivi.
Verso quest'apertura si sta avviando una mesta processione che, percorrendo una breve gradinata di tre livelli, reca le ceneri della defunta; per essere precisi, queste sono contenute entro un'urna retta da una donna con due fanciulle al suo fianco. Tra i partecipanti si nota anche il Genio del Dolore alato, dai dolci lineamenti (a simboleggiare la tenerezza del duca Alberto), compassionevolmente poggiato sul dorso di un leone accovacciato e malinconico, in rappresentanza quest'ultimo della forza morale; vi è anche la Beneficenza (o Pietà), resa dalla giovane donna che accompagna verso il sepolcro una bambina seminascosta e un vecchio cieco, tenendo quest'ultimo per braccio. In alto il funebre corteo è assistito dalla Felicità che, accompagnata da un bambino alato in volo con una palma in mano, regge un medaglione recante il volto di Maria Cristina: questo elemento è il sostituto neoclassico della statua del defunto visibile nei monumenti barocchi. Il medaglione è inoltre contornato dall'uroboro, il serpente che si morde la coda, simbolo esoterico massonico che allude all'infinito.
Tutti i componenti di questa dolente processione sono legati tra di loro da una ghirlanda di fiori e sono invitati a camminare su un telo che, precariamente steso sulla gradinata come un velo leggerissimo e impalpabile, sottolinea la continuità tra la vita e la morte.

### Analisi critica
Una consonante sensibilità conduce contemporaneamente Antonio Canova e Ugo Foscolo a trattare il misterioso tema della morte: il primo eseguendo il sepolcro per Maria Cristina, e il secondo scrivendo il carme Dei sepolcri. Per Foscolo il sepolcro non deve essere un semplice segno di morte, bensì deve garantire l'immortalità del defunto ivi sepolto esaltandone le virtù e gli ideali, gli unici valori che egli ritiene in grado di sopravvivere all'opera di nullificazione del tempo. Analogamente, se la precedente cultura barocca vedeva la morte in una prospettiva tragica di distruzione, Canova ribalta questa visione considerandola come il momento in cui ci si distacca serenamente dalle contingenze terrene per entrare nel nulla eterno, come cantato dal Foscolo nel sonetto Alla sera. Il sepolcro canoviano e il carme foscoliano, sebbene non coevi (Dei sepolcri fu pubblicato nel 1807), sono pertanto «l'espressione del medesimo sentimento neoclassico nei confronti della morte» (Giuseppe Nifosì).
Il modo in cui Canova propone il tema della morte, è un'ulteriore dimostrazione di quanto egli fosse intimamente vicino ai canoni neoclassici. A essere scolpito nel marmo, infatti, non è il momento culminante in cui la morte è appena sopraggiunta, bensì il momento in cui la morte è ancora in divenire, e chiama a sé tutti i componenti del corteo funebre che, avviandosi inesorabilmente verso il buio ingresso al centro della piramide, sanno di non potersi sottrarre al suo invito.